# Wiener Neustadt (stolica tytularna)
Wiener Neustadt (łac. Dioecesis Neostadiensis) – stolica historycznej diecezji w Austrii, erygowanej w roku 1468, a zlikwidowanej w roku 1785. Współcześnie miejscowość Wiener Neustadt w kraju związkowym Dolna Austria. Obecnie katolickie biskupstwo tytularne.

## Biskupi tytularni
| Lp. | Biskup            | Funkcja                    | Od                   | Do             |
| --- | ----------------- | -------------------------- | -------------------- | -------------- |
| 1   | Alfred Kostelecky | ordynariusz polowy Austrii | 10 lutego 1990       | 22 lutego 1994 |
| 2   | Christian Werner  | ordynariusz polowy Austrii | 11 października 1997 |                |